# Hermann Vetters (Archäologe)
Hermann Vetters (* 1. Juli 1915 in Wien, Österreich-Ungarn; † 24. Mai 1993 in Baden bei Wien) war ein österreichischer Archäologe.

## Leben
Hermann Vetters wurde als Sohn des gleichnamigen Geologen Hermann Vetters (1880–1941) geboren. Vetters wurde 1934 Mitglied der SA, beantragte am 1. Juni 1938 die Aufnahme in die NSDAP und wurde rückwirkend zum 1. Mai aufgenommen (Mitgliedsnummer 6.294.086). Er wurde 1939 an der Universität Wien mit der von Rudolf Egger betreuten Arbeit „Die Provinz Dacia ripensis“ promoviert. Im selben Jahr wurde er am Österreichischen Archäologischen Institut (damals Zweigstelle Wien des Archäologischen Instituts des Deutschen Reiches) angestellt, jedoch unterbrachen bald Kriegsdienst und Gefangenschaft seine archäologische Tätigkeit, die er erst 1946 wieder aufnehmen konnte. Er wurde 1948 als „minderbelastet“ entnazifiziert.
Zunächst führte er vor allem provinzialrömische Grabungen, unter anderem auf dem Magdalensberg, durch. Seit 1960 nahm er an den Ausgrabungen in Ephesos teil. 1965 habilitierte er sich für Altertumswissenschaft und Alte Geschichte an der Universität Wien, 1969 erhielt er ebenda ein neugeschaffenes Ordinariat mit besonderer Berücksichtigung der Feldarchäologie und Altertumskunde. 1969 wurde er auch Direktor des Österreichischen Archäologischen Instituts und Grabungsleiter in Ephesos.
Zu den großen von ihm geleiteten Projekten gehören die Freilegung der Hanghäuser und die Anastilosis der Celsus-Bibliothek in Ephesos. 1975 erhielt Hermann Vetters den Wilhelm-Hartel-Preis, 1977 den Preis der Stadt Wien für Geisteswissenschaften. Von 1982 bis 1991 war Vetters Vizepräsident der Österreichischen Akademie der Wissenschaften. Seit 1983 war er korrespondierendes Mitglied der Bayerischen Akademie der Wissenschaften.
Er wurde am Ottakringer Friedhof in Wien bestattet.

## Schriften
- Ephesos (1977)
- Führer durch die Ausgrabungen auf dem Magdalenenberg (1985)
- Der römische Limes in Österreich (1986)
- Zum hochromanischen Dom von Salzburg (1989)
- Das Stadtrecht von Lauriacum. In: Jahrbuch des Oberösterreichischen Musealvereines. Band 136a, Linz 1991, S. 53–57 (zobodat.at [PDF]).